# Апепи
Апепи (такође Ипепи ; египатски језик ipp(i) ), Апофис ( грч. Ἄποφις . Αποφις ); краљевских имена Неб-кхепесх-Ре, А-кенен-Ре и А-усер-Ре ) је био хиксоски владар Доњег Египта током Петнаесте династије на крају Другог прелазног периода . Према Торинском канону о краљевима, владао је над Доњим Египтом четрдесет година током ране половине 16. века пре нове ере. Наџивео је свог јужног ривала Камосеа, али не и Ахмосеа I.

## Политичка ситуација
Док је Апепи вршио власт над и одржавао мирне трговинске односе са домородачком тебанском Седамнаестом династијом на југу, друго краљевство је на крају повратило контролу. Хикси су протерани из Египта не више од петнаест година након његове смрти.
Камосе, последњи фараон Седамнаесте династије, Апепија спомиње као „Поглавицу Ретјенуа “ у стели која имплицира хананско порекло овог краља Хикса.

## Апепи и Апепи II
Имао је један фараон који се звао Апепи II, Апепи и Апепи II су вероватно биле исте особе.